# Czarni Muzułmanie
Czarni Muzułmanie (ang. Black Muslims) lub Czarny Islam (ang. Black Muslim) – grupa ruchów religijnych i społecznych założonych w XX wieku w afrykańskiej diasporze (gł. USA), luźno oparta na zasadach islamu. Dwoma podstawowymi ruchami na których opiera się większość współczesnych były: założona w 1913 Świątynia Nauki Mauretańskiej Ameryki oraz założony w 1931 Naród Islamu. Większość z tych organizacji miała (i nadal ma) charakter heterodoksyjny (i zwykle nie są uznawane za islamskie przez wyznawców ortodoksyjnego islamu).